# Maria Giacchino Cusenza
Maria Giacchino Cusenza (Palermo, 12 ottobre 1898 – Palermo, 6 agosto 1979) è stata una pianista e compositrice italiana.

## Biografia
Inizia gli studi con Paolo Dotto. In seguito, è allieva di Alice Ziffer al Conservatorio di Palermo Baragli.
All'età di 17 anni consegue il diploma in pianoforte. Nel 1936 si diploma in composizione sotto la guida di Mario Pilati.
In seguito, si dedica alla composizione ed all'insegnamento al Conservatorio, dal 1926 al 1970, oltre che alla carriera concertistica, in varie città italiane e in radio.